# Coroni Frigyes
Coroni Frigyes (Teszér, 1745 körül – 1819?) evangélikus lelkész, esperes, tanár.

## Élete
Coroni Frigyes teszéri származású. Az elemi iskolát Hontudvarnokon és Terényben, középiskoláit Körmöcbányán és Szakolcán végezte. Teológiát Pozsonyban, majd 1767-től a jénai egyetemen tanult. 1769 őszétől, hazájába visszatérve előbb Nagykürtösön tanított, majd 1772-ben evangélikus lelkész lett Ratkón. 1785-ben a gömöri kerület seniorává választotta, lelkészi állását 1813-ban fejezte be, de esperesi tisztségét haláláig folytatta.
Életében erélyesen foglalt állást a lelkészek hatásköre mellett, és a Pesti zsinatnak is tagja volt.

## Munkái
- Radostné kázanj které po obdržané, od… Jozefa druheho po sedm desat roku, swobode w přitomnosti mnoheho w skzách plesagjeyho Zastupu dne IX. Jun. 1783. (Örömünnep: II. József császár születésnapjára mondott szlovák nyelvű beszéd; Pozsony, 1784.)
- Szlovák nyelvű prédikáció a ratkói templom fölszentelésére (Ratkó, 1786.)
- Diatribe de regimine eccl. evangelicae. (Selmecbánya, 1791.)
- Szlovák nyelvű gyászbeszéd Gyömöri Pál felett (Kassa, 1793.)